# Emmy Blouin
Emmy Blouin est une joueuse canadienne de volley-ball née le 10 avril 1985 à Saint Albert (Alberta). Elle mesure 1,77 m et joue réceptionneuse-attaquante.

## Clubs
| Club            | Pays   | De        | À          |
| --------------- | ------ | --------- | ---------- |
| MVS La Rochette | France | 2008-2009 | 2008-2009  |
| VBC Cheseaux    | Suisse | 2009-2010 | '2009-2010 |
| Sollentuna VK   | Suède  | 2010-2011 | ....       |

## Palmarès
Néant.